# Нуньєс Джанетт
Джанетт Нуньєс (англ. Jeanette Nuñez; нар. 6 червня 1972, Маямі, Флорида) — американська політична діячка та підприємиця, віцегубернаторка Флориди з 2019 року. Членкиня Республіканської партії, представляла округ Маямі-Дейд у Палаті представників Флориди з 2010 по 2018 рік, а також тимчасово виконувала обов'язки спікерки протягом останніх двох років її перебування в офісі. Перша латиноамериканка на посаді віцегубернатора Флориди.